# 10É villamos (Budapest)
A budapesti 10É jelzésű éjszakai villamos Rákospalota, Dózsa György út (visszafelé Rákospalota, Kossuth utca néven) és Újpest, forgalmi telep között közlekedett. A járatot a Budapesti Közlekedési Vállalat üzemeltette.

## Története
1982. május 3-án 10É jelzéssel új éjszakai villamosjárat indult Rákospalota, Kossuth utca és Újpest, forgalmi telep között. A villamoskocsiszínt július 1-jén bezárták, de az Árpád út felől jövő vágányok még megmaradtak, így a 10É végállomása nem változott. 1984. március 5-étől április 29-éig felújították a rákospalotai hurokvágányt, ezzel egy időben a Kossuth Lajos utcai megállót megszüntették. 1984. február 4-étől június 5-éig a külső Váci úton csatornázást végeztek, ez idő alatt a 10-es nappali villamos az éjszakai villamos útvonalán járt Újpest, forgalmi telepig. 1984. november 30-án a villamosjárat megszűnt, részleges pótlására a 182-es jelzésű éjszakai autóbuszt a Tito (ma Rózsa) utcáig hosszabbították, illetve 12É jelzéssel új éjszakai villamosjárat is indult az Élmunkás tér és Rákospalota, Dózsa György út között.

## Útvonala
| Újpest, forgalmi telep felé | Rákospalota, Kossuth utca felé |
| --- | --- |
| Rákospalota, Dózsa György út vá. – Dózsa György út – Czabán Samu tér – Ságvári Endre utca – Hubay Jenő tér – felüljáró – Árpád út – Váci út – Újpest, forgalmi telep vá. | Újpest, forgalmi telep vá. – Váci út – Árpád út – felüljáró – Hubay Jenő tér – Ságvári Endre utca – Czabán Samu tér – Dózsa György út – Juhos utca – Kis-mező utca – Rákospalota, Kossuth utca vá. |

## Megállóhelyei
| 0  | Rákospalota, Dózsa György út (↓) Rákospalota, Kossuth utca (↑) végállomás | 18 |      |
| 1  | Czabán Samu tér                                                           | 15 |      |
| 3  | Hubay Jenő tér                                                            | 14 |      |
| 5  | Víztorony (↓) Geduly utca (↑)                                             | 12 |      |
| 7  | Árpád Kórház (↓) Povázsay György utca (↑)                                 | 11 |      |
| 8  | Tito utca                                                                 | 10 |      |
| 10 | Erzsébet utca                                                             | 8  |      |
| 12 | Bajcsy-Zsilinszky út                                                      | 6  |      |
| 14 | Berzeviczky Gergely utca (↓) Temesvári utca (↑)                           | 4  |      |
| 16 | Váci út (↓) Árpád út (↑)                                                  | 2  |      |
| 18 | Újpest, forgalmi telep végállomás                                         | 0  | 182É |